# ألاباستير
ألاباستير (بالإنجليزية: Alabaster) هي مدينة أمريكية تقع في ولاية ألاباما.تبلغ مساحة هذه المدينة 53.1 (كم²)،ويبلغ عدد سكانها 30352 نسمة حسب إحصاء سنة 2010 م.تشير الإحصاءات بأن الكثافة السكانية في هذه المدينة تقدر بـ(426) نسمة/كم2.

## التركيبة السكانية
حدّد مكتب تعداد الولايات المتحدة بيانات التركيبة السكانية لألاباستير في تعداد الولايات المتحدة. في ما يلي، التركيبة السكانية حسب تعدادي 2000 و2010.

### تعداد عام 2000
بلغ عدد سكان ألاباستير 22,619 نسمة بحسب تعداد عام 2000، وبلغ عدد الأسر 8,164 أسرة وعدد العائلات 6,482 عائلة مقيمة في المدينة. في حين سجلت الكثافة السكانية 341.6 نسمة لكل كيلومتر مربع (884.7/ميل2). وبلغ عدد الوحدات السكنية 8,594 وحدة بمتوسط كثافة قدره 129.8 لكل كيلومتر مربع (336.2/ميل2).
وتوزع التركيب العرقي للمدينة بنسبة 87.71% من البيض و9.95% من الأمريكيين الأفارقة و0.31% من الأمريكيين الأصليين و0.64% من الأمريكيين ذوي الأصول الآسيوية و0.02% من سكان جزر المحيط الهادئ و0.69% من الأعراق الأخرى و0.69% من عرقين مختلطين أو أكثر و1.54% من الهسبانيون أو اللاتينيون من أي عرق.
بلغ عدد الأسر 8,164 أسرة كانت نسبة 44.2% منها لديها أطفال تحت سن الثامنة عشر تعيش معهم، وبلغت نسبة الأزواج القاطنين مع بعضهم البعض 68% من أصل المجموع الكلي للأسر، ونسبة 8.9% من الأسر كان لديها معيلات من الإناث دون وجود شريك، بينما كانت نسبة 2.5% من الأسر لديها معيلون من الذكور دون وجود شريكة وكانت نسبة 20.6% من غير العائلات. تألفت نسبة 17.1% من أصل جميع الأسر من عدة أفراد يعيشون في نفس المنزل ونسبة 3.6% كانت تتألف من شخص يعيش بمفرده يبلغ من العمر 65 عاماً أو أكثر. وبلغ متوسط حجم الأسرة المعيشية 2.73، أما متوسط حجم العائلات فبلغ 3.09.
بلغ العمر الوسطي للسكان 33.3 عاماً. وكانت نسبة 27.7% من القاطنين تحت سن الثامنة عشر، وكانت نسبة 6.5% بين الثامنة عشر والرابعة والعشرين عاماً، ونسبة 37.6% كانت واقعةً في الفئة العمرية ما بين الخامسة والعشرين والرابعة والأربعين عاماً، ونسبة 20.2% كانت ما بين الخامسة والأربعين والرابعة والستين، ونسبة 6.2% كانت ضمن فئة الخامسة والستين عاماً فما فوق. يوجد لكل 100 أنثى 96.3 ذكر، ويوجد لكل 100 أنثى في الثامنة عشر من عمرها فما فوق 92.7 ذكر.
بلغ متوسط دخل الأسرة في المدينة 58,379 دولارًا، أما متوسط دخل العائلة فبلغ 63,685 دولارًا. وكان متوسط دخل الذكور 41,690 دولارًا مقابل 31,901 دولارًا للإناث. وسجل دخل الفرد الخاص بالمدينة 22,466 دولارًا. وكانت نسبة 4.8% من العائلات ونسبة 5.9% من السكان تحت خط الفقر، وكان من هؤلاء نسبة 7.2% تحت سن الثامنة عشر ونسبة 12.3% في الخامسة والستين من العمر وما فوق.

## معرض صور

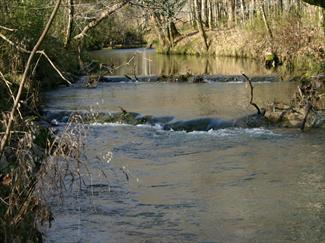
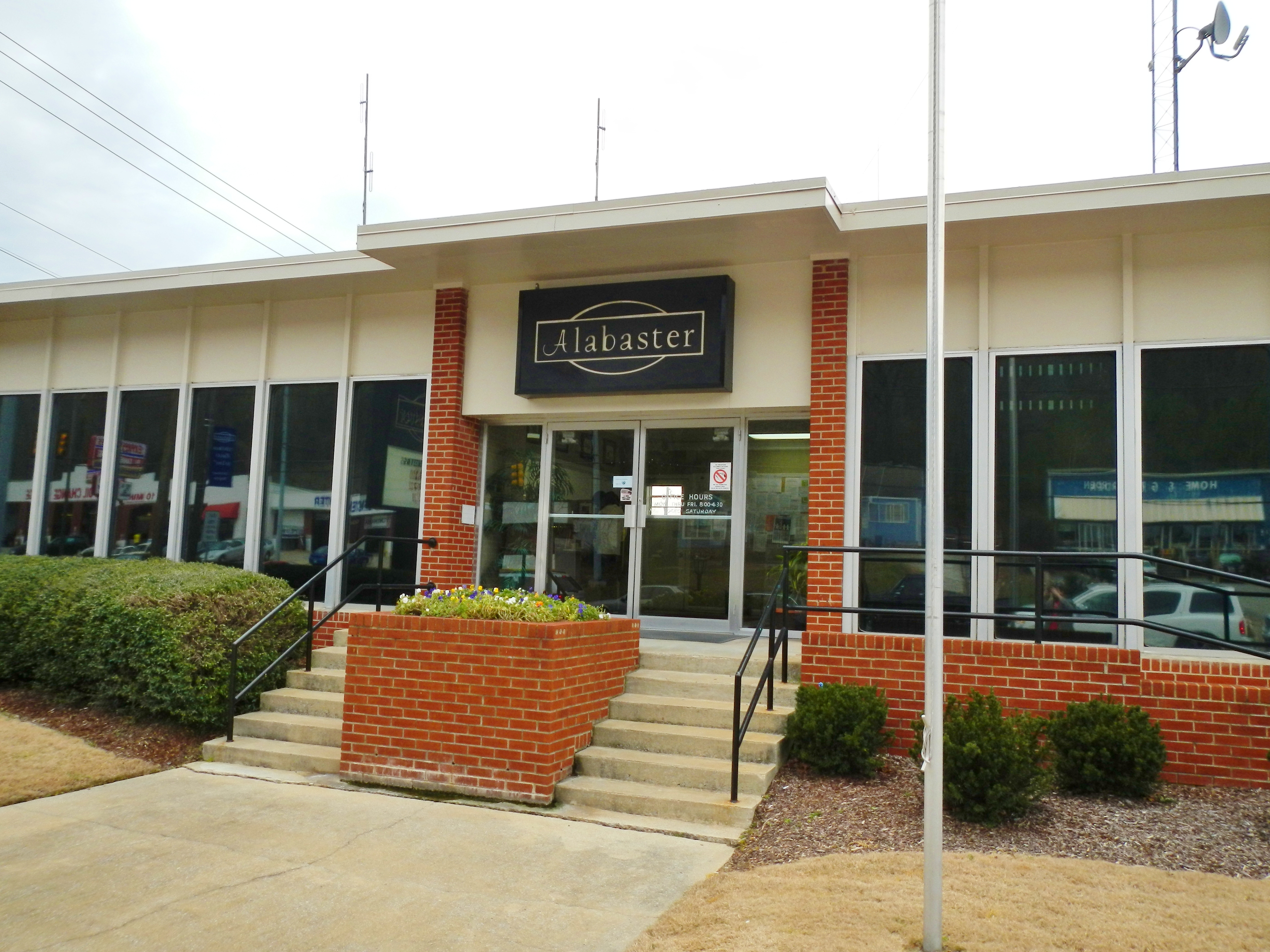
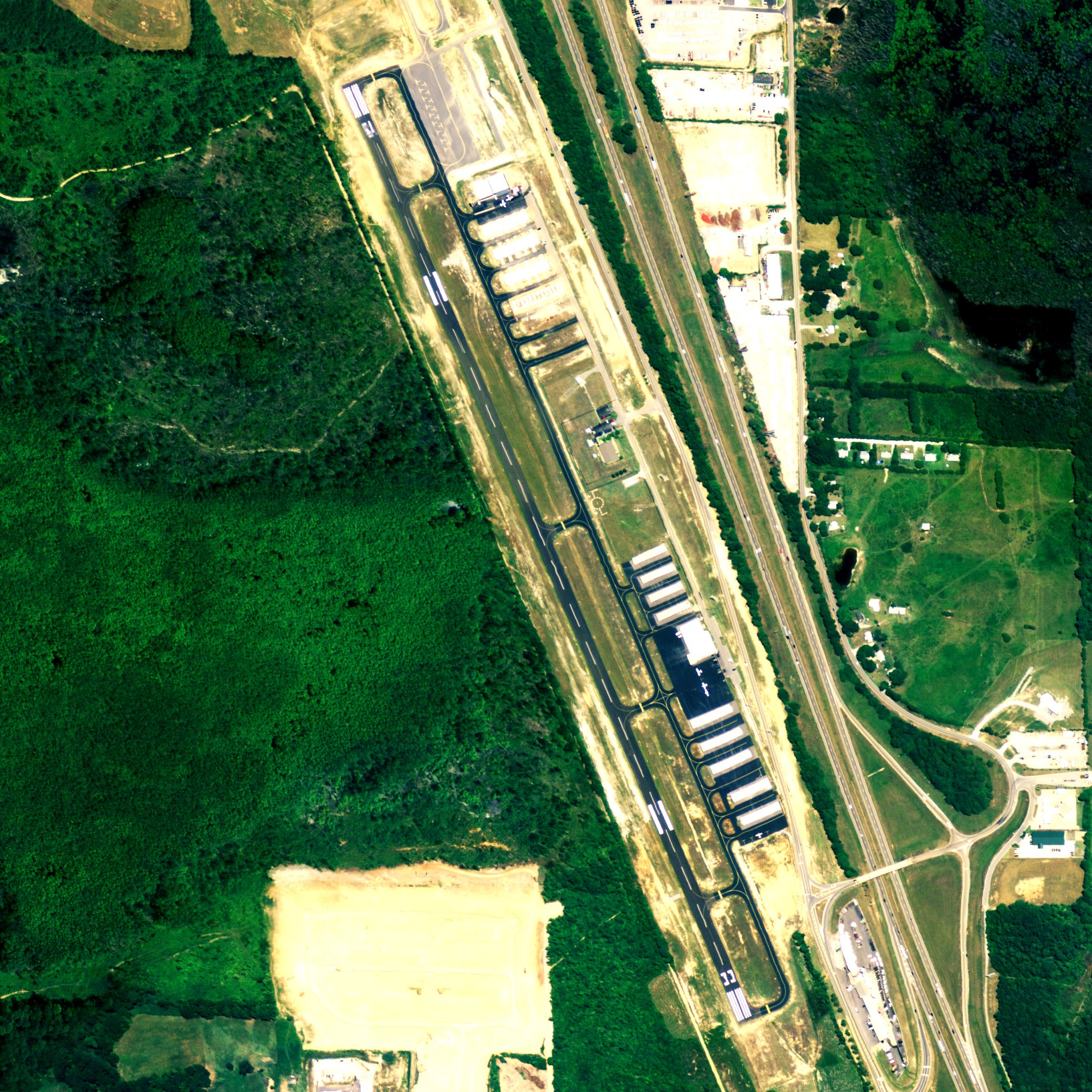

### تعداد عام 2010
بلغ عدد سكان ألاباستير 30,352 نسمة بحسب تعداد عام 2010، وبلغ عدد الأسر 10,628 أسرة وعدد العائلات 8,258 عائلة مقيمة في المدينة. في حين سجلت الكثافة السكانية 458.4 نسمة لكل كيلومتر مربع (1,187.3/ميل2). وبلغ عدد الوحدات السكنية 11,295 وحدة بمتوسط كثافة قدره 170.6 لكل كيلومتر مربع (441.9/ميل2).
وتوزع التركيب العرقي للمدينة بنسبة 79.41% من البيض و13.52% من الأمريكيين الأفارقة و0.41% من الأمريكيين الأصليين و0.89% من الأمريكيين ذوي الأصول الآسيوية و0.03% من سكان جزر المحيط الهادئ و4.18% من الأعراق الأخرى و1.55% من عرقين مختلطين أو أكثر و8.97% من الهسبانيون أو اللاتينيون من أي عرق.
بلغ عدد الأسر 10,628 أسرة كانت نسبة 43.9% منها لديها أطفال تحت سن الثامنة عشر تعيش معهم، وبلغت نسبة الأزواج القاطنين مع بعضهم البعض 63.6% من أصل المجموع الكلي للأسر، ونسبة 10.1% من الأسر كان لديها معيلات من الإناث دون وجود شريك، بينما كانت نسبة 4% من الأسر لديها معيلون من الذكور دون وجود شريكة وكانت نسبة 22.3% من غير العائلات. تألفت نسبة 18.7% من أصل جميع الأسر من عدة أفراد يعيشون في نفس المنزل ونسبة 5% كانت تتألف من شخص يعيش بمفرده يبلغ من العمر 65 عاماً أو أكثر. وبلغ متوسط حجم الأسرة المعيشية 2.83، أما متوسط حجم العائلات فبلغ 3.22.
بلغ العمر الوسطي للسكان 35.6 عاماً. وكانت نسبة 28.2% من القاطنين تحت سن الثامنة عشر، وكانت نسبة 7.1% بين الثامنة عشر والرابعة والعشرين عاماً، ونسبة 30.6% كانت واقعةً في الفئة العمرية ما بين الخامسة والعشرين والرابعة والأربعين عاماً، ونسبة 24.9% كانت ما بين الخامسة والأربعين والرابعة والستين، ونسبة 9.1% كانت ضمن فئة الخامسة والستين عاماً فما فوق. وتوزع التركيب الجنسي للسكان بنسبة 49.3% ذكور و50.7% إناث.